# Drepanulatrix nevadaria
Drepanulatrix nevadaria là một loài bướm đêm trong họ Geometridae.